# Фанат (фильм, 1996)
«Фанат» (англ. The Fan) — американский триллер, снятый Тони Скоттом в 1996 году. В ролях Роберт Де Ниро и Уэсли Снайпс. Фильм основан на одноимённом романе Питера Абрахамса. Фанат — это психологический триллер, рассказывающий о бейсбольном фанате — Джиле Ренарде (Де Ниро), который прогрессирует в своём безумии.

## Сюжет
Джил Рейнард является фанатом бейсбольной команды «Сан-Франциско Джайентс» и её нового игрока, — Бобби Рейберна. Жизнь фаната наполнена эмоциями и любовью к спорту, но он обеспокоен состоянием своего кумира. Между тем в новой команде у Бобби возникает соперник, Примо, и фанат решает вмешаться в чужую жизнь.

## В ролях
- Роберт Де Ниро — Джил Рейнард
- Уэсли Снайпс — Бобби Рейберн
- Эллен Баркин — Джевел Штерн
- Бенисио дель Торо — Хуан Примо
- Джон Легуизамо — Мэнни
- Патти д’Арбанвиль — Эллен Ренард
- Крис Малки — Тим
- Брендон Хаммонд — Шон Рейберн
- Курт Фуллер — Берни
- Чарльз Хэллахан — Куп
- Дэн Батлер — Гаррити
- Майкл Байрн — репортёр
- Дон Синклер Дэвис — Стук, тренер
- Ричард Рил — коммерсант
- Джек Блэк — телевизионный техник
- Фрэнк Медрано — Леон, распорядитель в баре
- Аарон Невиль — певица перед матчем
- Шант Мур — певица, восхваляющая Примо

## Сборы
- $18 626 419 (в США);
- Первый уик-энд (США): $6 271 406 (33,7 % от сборов)
- Макс. количество кинотеатров: 2016[1]

## Номинации

### Премия MTV 1997 год
- Номинации (1)
  - «Лучший злодей» (Роберт Де Ниро)